# Charlotte Dundas
O Charlotte Dundas é conhecido como o primeiro barco a vapor prático do mundo e demonstrou a praticidade do vapor para os barcos.